# Grand Prix Formule 1 van Nederland 1950
De Grand Prix van Nederland 1950 was een autorace die werd gehouden op 23 juli 1950 op het Circuit Park Zandvoort in Zandvoort. De wedstrijd werd voor het eerst volgens Formule 1-regels gereden maar telde toch niet mee voor het kampioenschap.

## Kwalificatie
| Pos.  | Nr. | Coureur               | Constructeur | Tijd   | Verschil |
| ----- | --- | --------------------- | ------------ | ------ | -------- |
| 1     | 12  | Raymond Sommer        | Talbot-Lago  | 1:51.8 |          |
| 2     | 2   | Juan Manuel Fangio    | Maserati     | 1:53.0 | +1.2     |
| 3     | 4   | José Froilán González | Maserati     | 1:54.7 | +2.9     |
| 4     | 18  | Louis Rosier          | Talbot-Lago  | 1:55.0 | +3.2     |
| 5     | 6   | Luigi Villoresi       | Ferrari      | 1:55.0 | +3.2     |
| 6     | 20  | Yves Giraud-Cabantous | Talbot-Lago  | 1:55.2 | +3.4     |
| 7     | 8   | Alberto Ascari        | Ferrari      | 1:56.9 | +5.1     |
| 8     | 24  | Prince Bira           | Maserati     | 1:57.4 | +5.6     |
| 9     | 16  | Philippe Étancelin    | Talbot-Lago  | 1:57.6 | +5.8     |
| 10    | 26  | Reg Parnell           | Maserati     | 1:58.3 | +6.5     |
| 11    | 10  | Peter Whitehead       | Ferrari      | 1:58.4 | +6.6     |
| 12    | 14  | Johnny Claes          | Talbot-Lago  | 1:59.7 | +7.9     |
| 13    | 22  | Enrico Platé          | Maserati     | 2:01.4 | +9.6     |
| 14    | 28  | David Murray          | Maserati     | 2:08.1 | +16.3    |
| Bron: |     |                       |              |        |          |

## Wedstrijd
| Pos.  | Nr. | Coureur               | Constructeur | Rondes | Tijd / Oorzaak uitval | Grid |
| ----- | --- | --------------------- | ------------ | ------ | --------------------- | ---- |
| 1     | 18  | Louis Rosier          | Talbot-Lago  | 90     | 3:03:36.3             | 4    |
| 2     | 6   | Luigi Villoresi       | Ferrari      | 90     | +1:13.0               | 5    |
| 3     | 8   | Alberto Ascari        | Ferrari      | 90     | +1:13.5               | 7    |
| 4     | 10  | Peter Whitehead       | Ferrari      | 88     | +2 rondes             | 11   |
| 5     | 24  | Prince Bira           | Maserati     | 87     | +3 rondes             | 8    |
| 6     | 28  | David Murray          | Maserati     | 85     | +5 rondes             | 14   |
| 7     | 4   | José Froilán González | Maserati     | 84     | +6 rondes             | 3    |
| DNF   | 14  | Johnny Claes          | Talbot-Lago  | 77     | Ongeval               | 12   |
| DNF   | 16  | Philippe Étancelin    | Talbot-Lago  | 60     | Olieleiding           | 9    |
| DNF   | 26  | Reg Parnell           | Maserati     | 42     | Achteras              | 10   |
| DNF   | 12  | Raymond Sommer        | Talbot-Lago  | 37     | Koppeling             | 1    |
| DNF   | 2   | Juan Manuel Fangio    | Maserati     | 24     | Ophanging             | 2    |
| DNF   | 20  | Yves Giraud-Cabantous | Talbot-Lago  | 20     | Motor                 | 6    |
| DNF   | 22  | Enrico Platé          | Maserati     | 1      | Motor                 | 13   |
| Bron: |     |                       |              |        |                       |      |

1948 · 1949 · 1950 · 1951 · 1952 · 1953 · 1955 · 1958 · 1959 · 1960 · 1961 · 1962 · 1963 · 1964 · 1965 · 1966 · 1967 · 1968 · 1969 · 1970 · 1971 · 1973 · 1974 · 1975 · 1976 · 1977 · 1978 · 1979 · 1980 · 1981 · 1982 · 1983 · 1984 · 1985 · 2020 · 2021 · 2022 · 2023 · 2024 · 2025  · 2026